# موراي رانكين
موراي رانكين هو محامي وسياسي كندي، ولد في 26 يناير 1950 في بيلفي في كندا. حزبياً، نشط في الحزب الديمقراطي الجديد. وقد انتخب عضو مجلس العموم الكندي عن دائرة Victoria (British Columbia federal electoral district) ‏ وقد انضم خلال فترته النيابية ‏  للكتلة البرلمانية الحزب الديمقراطي الجديد.

## وصلات خارجية
- الموقع الرسمي